# Mns Cut Nyong
Mns Cut Nyong is een bestuurslaag in het regentschap Pidie Jaya van de provincie Atjeh, Indonesië. Mns Cut Nyong telt 680 inwoners (volkstelling 2010).